# Bracon impunctatus
Bracon impunctatus är en stekelart som beskrevs av Gaspard Auguste Brullé 1846. Bracon impunctatus ingår i släktet Bracon och familjen bracksteklar. Inga underarter finns listade.